# NCT Dream
NCT Dream (em coreano:  엔시티 드림) é a terceira subunidade oficial do grupo masculino sul-coreano NCT formado pela SM Entertainment em 2016. A intenção inicial do grupo era possuir um sistema rotacional, em que os membros sairiam após atingirem a maioridade (20 anos na idade coreana, 19 anos internacionalmente). Este sistema foi, posteriormente, suspenso em 2020. A subunidade estreou em agosto de 2016 com o lançamento do single "Chewing Gum". O grupo consiste em sete membros: Mark, Renjun, Jeno, Haechan, Jaemin, Chenle e Jisung. O NCT Dream foi reconhecido internacionalmente como um dos artistas mais notáveis da adolescência de sua época, conhecido pela música que reflete o crescimento da juventude. A narrativa de suas faixas-título transmitiu pensamentos após diferentes estágios de desenvolvimento do adolescente, com transição da inocência para a rebelião e o crescimento. O sucesso comercial de seu EP de 2019, We Boom, transformou o NCT Dream em um dos 10 melhores vendedores físicos da Coreia do Sul em 2019 e ganhou o Bonsang Awards no 34º Golden Disc Awards e 29º Seoul Music Awards em 2020.
Embora o NCT Dream tenha sido formado inicialmente para seguir um sistema de graduação e admissão com base na idades, em 2020, a SM Entertainment anunciou que o sistema havia sido removido, com o membro graduado anteriormente Mark retornando, e o NCT Dream continuando as atividades como um grupo de estilo flexível com os sete membros originais. Seu quarto EP coreano, intitulado Reload, foi lançado em abril de 2020 para marcar essa mudança em seu conceito.
O NCT Dream é o primeiro e único artista asiático a aparecer três vezes consecutivas na lista "21 Under 21" da Billboard, em 2018, 2019 e 2020, nas posições 20, 13 e 19 respectivamente, escolhidos pelo impacto do setor nas vendas, streaming e mídia social. Em 2018, o NCT Dream foi incluído na lista dos "25 adolescentes mais influentes" do ano pela Time, destacando sua conexão entre adolescentes.

## História

### 2016–2018: Formação, primeiros lançamentos e graduação de Mark

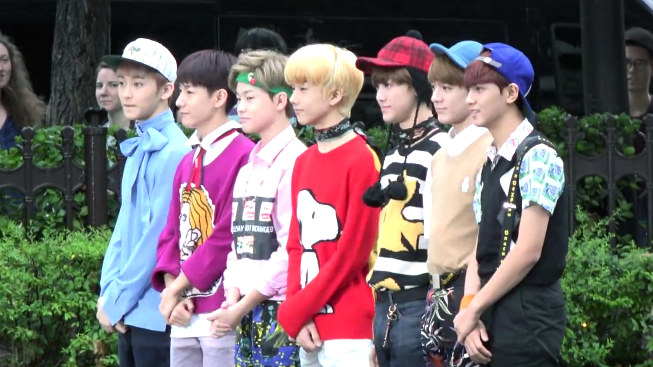
NCT Dream indo para uma gravação do Music Bank, em agosto de 2016
(E–D: Mark, Renjun, Chenle, Jisung, Jaemin, Jeno e Haechan)

Em janeiro de 2016, o fundador da SM Entertainment, Lee Soo-man, realizou uma conferência de imprensa no SM Coex Artium intitulada "SMTOWN: New Culture Technology 2016" falando sobre os planos da agência para um novo grupo masculino de acordo com a sua "estratégia de conteúdos de cultura" que seria estrear diferentes equipes baseadas em diferentes países ao redor do mundo. O grupo chamado NCT estreou em abril do mesmo ano, com a subunidade NCT U. Em 18 de agosto de 2016, a SM anunciou que a terceira subunidade do grupo se chamaria NCT Dream, sendo composta por sete membros: Mark, Renjun, Jeno, Haechan, Jaemin, Chenle e Jisung. Seu primeiro single intitulado "Chewing Gum" foi lançado em 24 de agosto e sua primeira apresentação ocorreu no M Countdown em 25 de agosto de 2016. A canção alcançou a #2 posição no World Digital Songs da Billboard.
NCT Dream lançou seu primeiro single álbum, The First, em 9 de fevereiro de 2017, contendo a faixa-título "My First and Last", a canção "Dunk Shot", um remake da canção de Lee Seung-hwan de 1993, bem como seu single digital de estreia "Chewing Gum". A SM Entertainment anunciou que Jaemin não participaria neste comeback devido a problemas de saúde. O grupo iniciou suas promoções para o single no M Countdown, executando a faixa-título "The First and Last", e a faixa B-side, "Dunk Shot". Em 14 de fevereiro, o NCT Dream venceu o 1º lugar no 100º episódio do The Show da SBS MTV, marcando a primeira vitória em um programa musical para uma subunidade do NCT. The First vendeu mais de 82 mil cópias na Coreia do Sul, apenas em 2017. Em março de 2017, o NCT Dream lançou a música oficial para a Copa do Mundo FIFA Sub-20 de 2017, intitulada "Trigger The Fever". No mês seguinte, o canal de televisão Fuse incluiu o NCT Dream em sua lista dos "19 maiores músicos teen de 2017". Em 9 de agosto de 2017 (KST), a SM Entertainment anunciou o lançamento do primeiro mini-álbum do NCT Dream, intitulado We Young, para 17 de agosto. O mini-álbum estreou na #2 posição da Gaon Album Chart, além de alcançar a #3 posição no World Albums Chart da Billboard. We Young vendeu mais de 80 mil cópias na Coreia do Sul, apenas em 2017. Em setembro do mesmo ano o grupo divulgou o vídeo musical de "My Page". Em 15 de dezembro de 2017, o NCT Dream lançou a canção natalina "Joy" (즐거움) através do projeto Station.

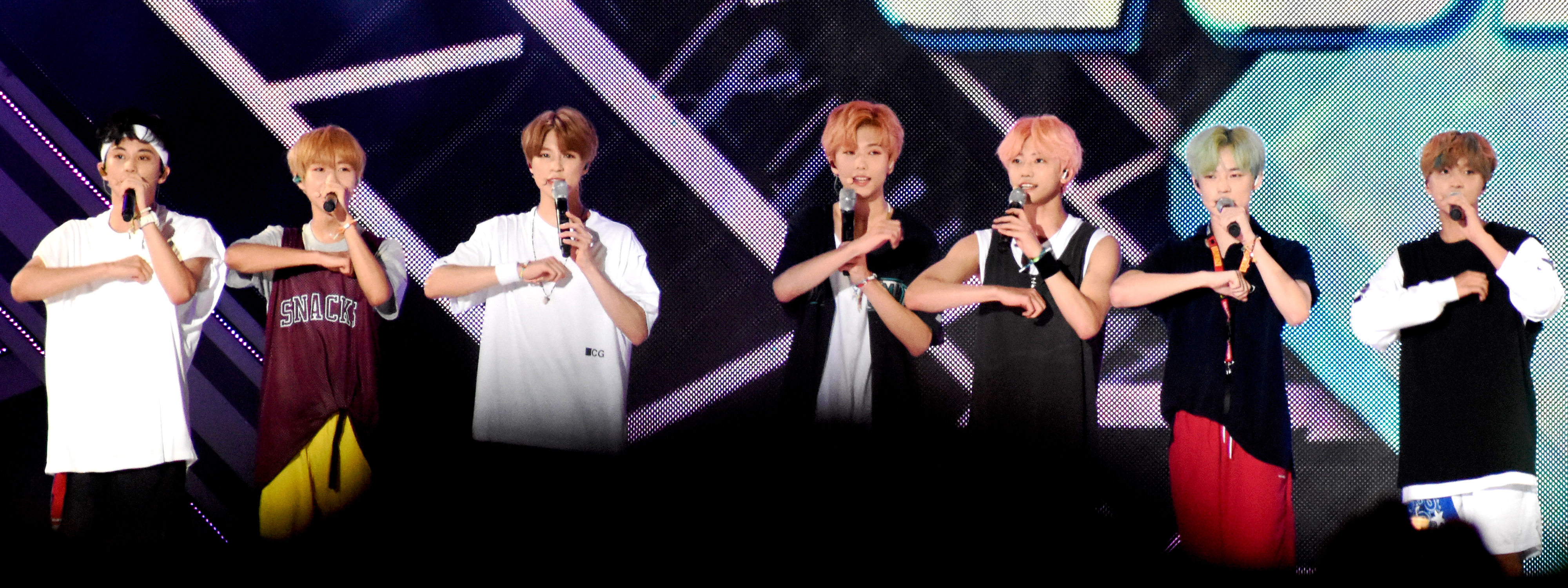
NCT Dream durante o Sky Festival, em setembro de 2018
(E–D: Mark, Renjun, Jeno, Jisung, Jaemin, Chenle e Haechan)

Para o primeiro semestre de 2018, o NCT Dream promoveu juntamente com NCT U e 127 como NCT 2018. No inicio de março, a subunidade lançou o single "Go", para o primeiro álbum de estúdio do NCT, intitulado NCT 2018 Empathy, marcando o primeiro lançamento do grupo com Jaemin desde sua estreia. "Go" mostrou um novo lado do grupo, centrado no tema da rebelião adolescente e estreando um conceito muito mais maduro do que o de seus lançamentos anteriores, como "Chewing Gum" (2016) e "We Young" (2017). Em agosto do mesmo ano, o NCT divulgou um anúncio sobre o retorno do NCT Dream para 3 de setembro, com o lançamento de seu segundo extended play, intitulado We Go Up. Logo em seguida foi confirmado que Mark deixaria o NCT Dream, após o ciclo promocional do álbum. O mini-álbum estreou na #1 posição da Gaon Album Chart, além de alcançar a #5 posição no World Albums Chart da Billboard, marcando a melhor semana de vendas da subunidade nos Estados Unidos até aquele momento. Em 19 de dezembro, foi anunciado que Haechan entraria em um hiato do grupo devido a uma lesão. O grupo lançou a canção "Candle Light", como parte da 3ª temporada do projeto Station, em 27 de dezembro. A canção marca o último lançamento do grupo com sua formação original antes da graduação do membro Mark em 31 de dezembro de 2018.

### 2019–2020: Colaborações internacionais, restruturação e sucesso comercial
Em abril de 2019, o grupo se apresentou no programa da KBS Immortal Songs, onde disputaram com Kim Jae-hwan, apresentando um cover da canção "No.1" de BoA. Em 6 de junho, o NCT Dream lançou a canção "Don't Need Your Love", para o projeto Station, em colaboração com o cantor britânico HRVY. O membro Haechan, não pôde participar desta colaboração devido às suas atividades com o NCT 127. A canção marca também o primeiro lançamento oficial do grupo sem o integrante original Mark. Em 15 de julho de 2019, o NCT Dream lançou a canção "Fireflies" como embaixadores da World Scout Foundation. "Fireflies" marca a primeira música da subunidade com os seis membros restantes de sua formação original. O grupo também se apresentou no 24th World Scout Jamboree em 23 de julho.

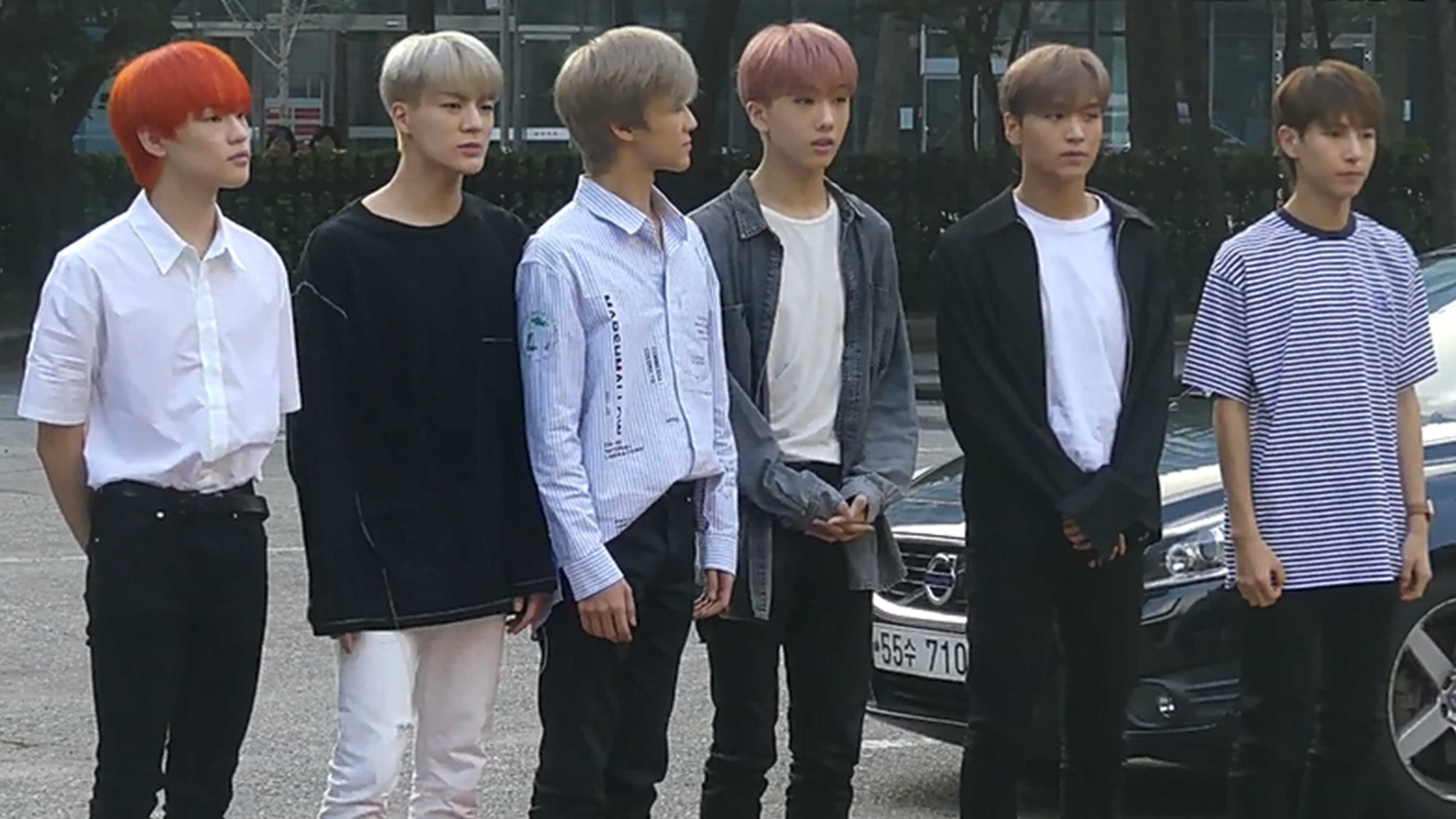
NCT Dream indo para uma gravação do Music Bank, em agosto de 2019
(E–D: Chenle, Jeno, Jaemin, Jisung, Haechan e Renjun)

A subunidade lançou seu terceiro extended play, intitulado We Boom, em 26 julho de 2019 em formato digital, e fisicamente em 29 de julho, tendo como lead single canção "Boom". O EP estrou na segunda posição da Gaon Album Chart e foi certificado com um disco de platina pela KMCA. O grupo realizou sua primeira turnê, The Dream Show, com três datas em Seul e duas datas em Bangkok de novembro a dezembro de 2019. Enquanto isso, em novembro, a unit colaborou com o grupo americano PrettyMuch, lançando a canção "Up to You". Sobre a colaboração o PrettyMuch disse: "Estou realmente feliz em colaborar com o maravilhoso artista de K-Pop NCT Dream. É um artista que combina bem com a nova música "Up To You", então acho que será apreciada por muitos".
Em janeiro de 2020, o grupo lançou o EP The Dream no Japão, estreando na primeira posição no Oricon Albums Charts e vendendo mais de 40 mil cópias em menos de uma semana de lançamento no país. O EP vendeu mais de 47 mil cópias só em janeiro no Japão. Ainda no início de 2020, o NCT Dream continuou com sua turnê internacional The Dream Show, com shows realizados em vários locais no Japão e nos países do Sudeste Asiático. A partir de fevereiro de 2020, vários programas foram cancelados devido a preocupações com a pandemia do coronavírus.
Em 14 de abril de 2020, a SM Entertainment anunciou que o NCT Dream lançaria seu quarto EP em coreano, Reload, em 29 de abril com os seis membros não graduados: Renjun, Jeno, Haechan, Jaemin, Chenle e Jisung. Após o período de promoção do álbum, a formatura o sistema veio a ser abolido e o NCT Dream continuou suas atividades com todos os sete membros, incluindo o membro original Mark, que se graduou no final de 2018. A agencia ainda informou que o NCT Dream funcionaria como um grupo mais fixo, com diversos conceitos em cada promoção - semelhante ao NCT U - e os sete membros originais continuariam suas atividades sob o nome NCT Dream e teriam a possibilidade de participar de outras atividades, incluindo outras subunidades do NCT no futuro. Ridin', foi escolhida como a faixa principal do EP marcando sua mudança de conceito, sendo uma faixa de urban trap com letras destacando as aspirações do NCT Dream em seu novo caminho. Um dia antes do lançamento do EP e duas semanas após o seu primeiro anúncio, Reload recebeu mais de 500 mil unidades em pré-vendas. No lançamento, o EP liderou a parada de álbuns do iTunes em 49 países, incluindo os Estados Unidos, além de liderar a maior parada de vendas de álbuns digitais do site de música QQ da China. Na Coreia do Sul, a faixa-título Ridin alcançou o primeiro lugar no maior site de músicas da Coreia, MelOn, tornando-a a primeira faixa lançada por uma subunidade do NCT no topo da parada. Todas as cinco músicas do EP chegaram ao top 10 da parada digital MelOn. Na semana seguinte, o NCT Dream ficou em primeiro lugar no ranking de "Artistas Emergentes" da Billboard.
O NCT Dream foi o terceiro grupo da SM Entertainment a realizar um concerto online ao vivo, em uma série de concertos organizados em conjunto pela SM Entertainment e Naver no serviço de streaming de concertos ao vivo "Beyond LIVE", realizado em 10 de maio de 2020. O NCT Dream voltou a ser promovido com o resto do NCT como NCT 2020 por meio do segundo álbum completo do grupo, NCT 2020 Resonance Pt. 1, que foi lançado em 12 de outubro. Foi incluída no álbum a faixa "Déjà Vu", que serviu como o retorno de Mark ao grupo seguindo a estrutura reorganizada do Dream. "Déjà Vu" foi posteriormente reconhecida pelo Metro que a classificou na 19ª posição entre os 20 melhores comebacks de K-pop de 2020. No início de novembro, a SM Entertainment anunciou que, devido a uma lesão no joelho, Jisung não participaria das performances do NCT por um tempo, entrando oficialmente em hiato.

### 2021–presente:Hot Sauce

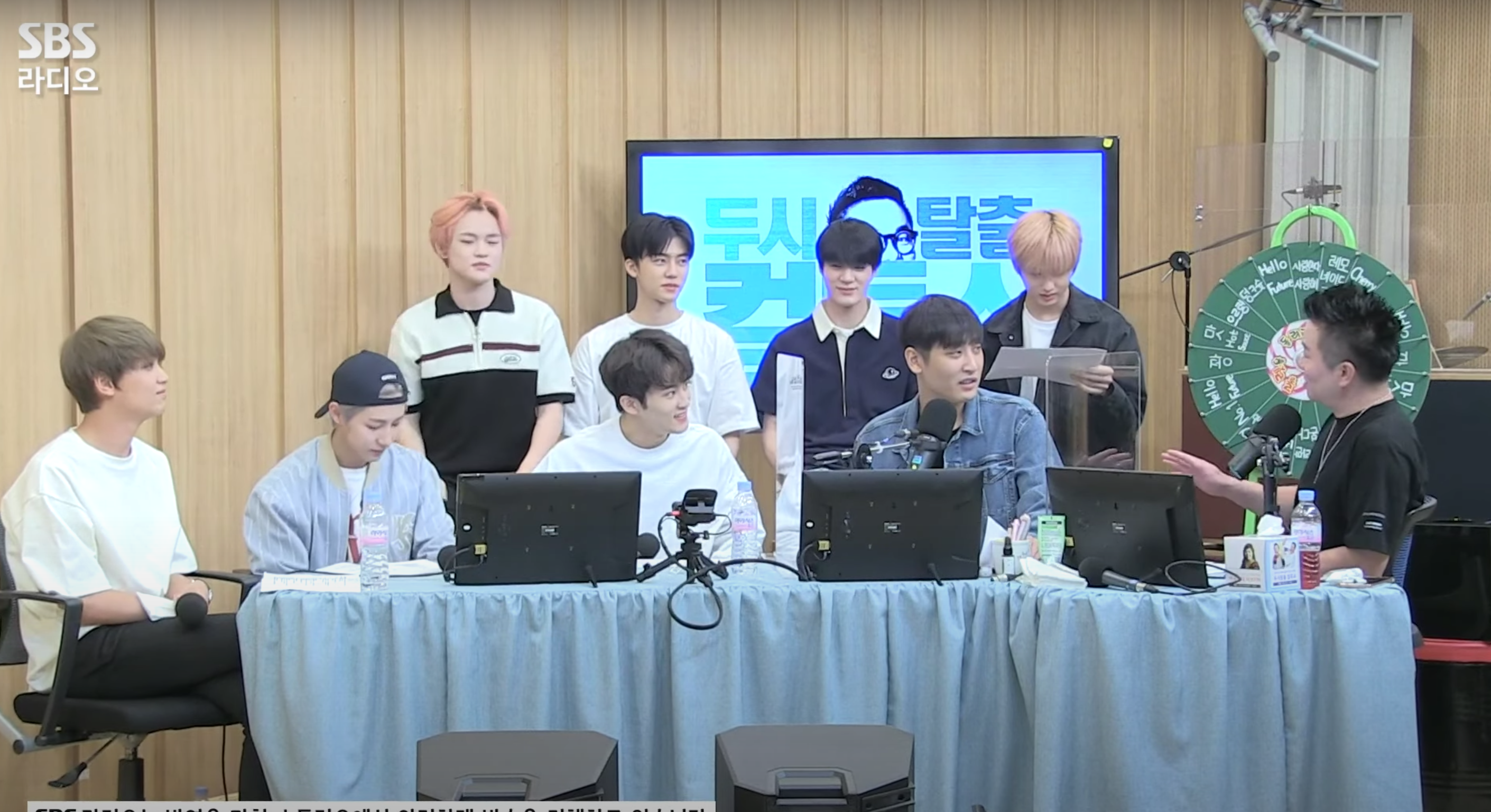
NCT Dream durante o Cultwo Show da SBS Power FM, em junho de 2021

Em meados de abril de 2021, a SM Entertainment anunciou que o grupo lançaria Hot Sauce, seu primeiro álbum de estúdio após 4 anos de sua estreia, em 10 de maio, apresentando os sete membros originais da subunidade. Até um dia antes de seu lançamento o álbum ultrapassou a marca de um 1.7 milhão de unidades em pré-venda, tornando-se seu álbum mais vendido até o momento. Este é um aumento de 243% em comparação com o álbum anterior Reload (2020). Em menos de vinte dias de lançamento, o álbum vendeu mais de 2 milhões de cópias apenas na Coreia do Sul. Além de ocupar a primeira posição na Coreia do Sul e Japão, o álbum ocupou também o "top 10" na Finlandia, Hungria e Suécia. Enquanto isso o lead single de mesmo nome estreou na primeira posição na parada oficial de singles da Coreia do Sul, marcando não só a primeira canção da subunidade a alcançar essa posição, como também o primeiro single "top 1" do NCT (e todas as suas subunidades).
Em 28 de junho, o grupo lançou a reedição de seu primeiro álbum de estúdio Hello Future, contendo três novas faixas, incluindo o single principal de mesmo nome. O álbum além de estrear na primeira posição na parada oficial de álbuns da Coreia do Sul, vendeu mais de 800 mil cópias em menos de um mês de lançamento, sendo o terceiro álbum mais vendido no mês de junho na Coreia, ficando atrás apenas de Your Choice do Seventeen (na primeira posição) e Don't Fight the Feeling do Exo (na segunda posição).

## Integrantes
Grande parte dos membros do NCT Dream fizeram parte do SM Rookies, um grupo de pré-estreia de trainees da SM Entertainment. A subunidade estreou com um sistema de admissão-graduação baseado na idade dos membros, mas isso foi deixado de lado em 2020.
- Mark (마크)[3] – Rapper principal, dançarino líder, vocalista de apoio e face(também é considerado líder do grupo embora não-oficialmente).[87]
- Renjun (런쥔)[3] – Vocalista principal e dançarino.[87]
- Jeno (제노)[3] – Visual, dançarino líder, rapper líder e vocalista de apoio.[87]
- Haechan (해찬)[88] – Vocalista principal e dançarino.[87]
- Jaemin (재민)[3] – Visual, dançarino líder, rapper e vocalista de apoio.[87]
- Chenle (천러)[3] – Vocalista principal e dançarino.[87]
- Jisung (지성)[3] – Dançarino principal, vocalista, rapper e maknae (integrante mais novo).[87]

## Repercussão
Em outubro de 2018 o NCT Dream foi destaque na lista "21 Under 21 2018: Music's Next Generation" da Billboard como o único artista asiático da lista.
Os membros Renjun, Jeno, Chenle e Mark foram mencionado no 8º episódio da 5ª temporada (exibido originalmente em 20 de novembro de 2018) da série americana de investigação criminal NCIS: New Orleans. O NCT Dream foi o único artista de K-pop incluído na lista dos "25 adolescentes mais influentes de 2018" da revista TIME. A publicação declarou: "As faixas-título do grupo seguiram uma narrativa dos estágios da adolescência, passando da inocência para a rebelião - e crescimento".
Em setembro de 2019, o NCT Dream se tornou o primeiro artista asiático a figurar na lista dos "21 Under 21" da Billboard por dois anos seguidos. Tendo ocupado a 20ª posição no ano anterior, a subunidade apareceu na lista de 2019 no número 13.

## Filantropia
No inicio de julho de 2019, o NCT Dream foi escolhido como o primeiro embaixador global da World Scout Foundation. E como embaixadores da fundação, o grupo lançou um single especial intitulado "Fireflies" que teve todos os lucros obtidos usados como fundos para apoiar as atividades do Escotismo em países de baixa renda. O diretor da fundação, Jon Geoghegan, expressou: "O rei Carl XVI Gustaf e a World Scout Foundation estão felizes em ter o NCT Dream como nossos embaixadores. A música é uma linguagem que transcende a cultura e as crenças e une as pessoas como uma só. Acreditamos que o NCT Dream espalhará uma mensagem de paz e esperança para todos os jovens ao redor do mundo através da música e será um exemplo para eles."

## Discografia
| Álbuns de estúdio - Hot Sauce (2021) - Glitch Mode (2022) - ISTJ (2023) - Dreamscape (2024) - Go Back to the Future (2025) | Extended plays - We Young (2017) - We Go Up (2018) - We Boom (2019) - The Dream (2020) - Reload (2020) - Candy (2022) - Dream()scape (2024) |

| Repackages - Hello Future (2021) - Beatbox (2022) | Álbuns single - The First (single) (2017) |

| Álbuns ao vivo - The Dream Show (2020) |

## Filmografia
- É incluída apenas obras que contam com no minimo três dos sete integrantes originais do grupo.

| Título         | Ano       | Membro(s) | Membro(s) | Membro(s) | Membro(s) | Membro(s) | Membro(s) | Membro(s) | Notas                          |
| Título         | Ano       | Mark      | Renjun    | Jeno      | Haechan   | Jaemin    | Chenle    | Jisung    | Notas                          |
| -------------- | --------- | --------- | --------- | --------- | --------- | --------- | --------- | --------- | ------------------------------ |
| Weekly Idol    | 2018–2019 | Yes       | Yes       | Yes       | Yes       | Yes       | Yes       | Yes       | Convidados (Ep. 347, 371, 418) |
| Immortal Songs | 2019      | Yes       | Yes       | Yes       | Não       | Yes       | Yes       | Yes       | Competidores (Ep. 401)         |

| Título                          | Ano  | Membro(s) | Membro(s) | Membro(s) | Membro(s) | Membro(s) | Membro(s) | Membro(s) | Notas        |
| Título                          | Ano  | Mark      | Renjun    | Jeno      | Haechan   | Jaemin    | Chenle    | Jisung    | Notas        |
| ------------------------------- | ---- | --------- | --------- | --------- | --------- | --------- | --------- | --------- | ------------ |
| All About NCT Dream!            | 2016 | Yes       | Yes       | Yes       | Yes       | Yes       | Yes       | Yes       | 1 episódio   |
| NCT School Dream Mate           | 2017 | Yes       | Yes       | Yes       | Yes       | Não       | Yes       | Yes       | 4 episódios  |
| NCT Life: Entertainment Retreat | 2017 | Não       | Yes       | Yes       | Não       | Não       | Yes       | Yes       | 6 episódios  |
| NCT Dream Boy Video             | 2017 | Yes       | Yes       | Yes       | Yes       | Não       | Yes       | Yes       | 12 episódios |
| NCT Recording Diary             | 2018 | Yes       | Yes       | Yes       | Yes       | Yes       | Yes       | Yes       | 7 episódios  |
| NCT Mini Game Heaven            | 2018 | Não       | Yes       | Yes       | Não       | Yes       | Yes       | Yes       | 4 episódios  |

## Turnês
- NCT Dream Tour "The Dream Show" (2019–2020)[95]

### NCT Dream Tour "The Dream Show"
| 15 de novembro de 2019  | Seul    | Coreia do Sul | Jangchung Arena           | 12,000          |
| 16 de novembro de 2019  | Seul    | Coreia do Sul | Jangchung Arena           | 12,000          |
| 17 de novembro de 2019  | Seul    | Coreia do Sul | Jangchung Arena           | 12,000          |
| 1º de dezembro de 2019  | Bangkok | Tailândia     | Thunderdome               | 10,000          |
| 2 de dezembro de 2019   | Bangkok | Tailândia     | Thunderdome               | 10,000          |
| 26 de janeiro de 2020   | Tóquio  | Japão         | Tokyo International Forum | 11,000          |
| 27 de janeiro de 2020   | Tóquio  | Japão         | NHK Hall                  | 11,000          |
| 2 de fevereiro de 2020  | Kobe    | Japão         | Kobe International House  | 11,000          |
| 3 de fevereiro de 2020  | Kobe    | Japão         | Kobe International House  | 11,000          |
| 29 de fevereiro de 2020 | Manila  | Filipinas     | New Frontier Theater      | Does not appear |
| 1º de março de 2020     | Jacarta | Indonésia     | Istora Gelora Bung Karno  | Does not appear |

### Showcases
| Showcase                      | Data                | Cidade | País          | Local                |
| ----------------------------- | ------------------- | ------ | ------------- | -------------------- |
| NCT DREAM Showcase "We Young" | 16 de julho de 2017 | Goyang | Coreia do Sul | Hyundai Motor Studio |

### Fan meetings
| Fan meeting       | Data                   | Cidade | País          | Local          |
| ----------------- | ---------------------- | ------ | ------------- | -------------- |
| NCT Dream Show    | 28 de setembro de 2018 | Seul   | Coreia do Sul | SMTown Theater |
| NCT Dream Show    | 29 de setembro de 2018 | Seul   | Coreia do Sul | SMTown Theater |
| NCT Dream Show    | 30 de setembro de 2018 | Seul   | Coreia do Sul | SMTown Theater |
| NCT Dream Show #2 | 1º de dezembro de 2018 | Seul   | Coreia do Sul | SMTown Theater |
| NCT Dream Show #2 | 2 de dezembro de 2018  | Seul   | Coreia do Sul | SMTown Theater |
| NCT Dream Show #2 | 3 de dezembro de 2018  | Seul   | Coreia do Sul | SMTown Theater |
| NCT Dream Show #2 | 4 de dezembro de 2018  | Seul   | Coreia do Sul | SMTown Theater |
| NCT Dream Show #2 | 5 de dezembro de 2018  | Seul   | Coreia do Sul | SMTown Theater |

## Prêmios e indicações

### Prêmios em programas musicais
| Ano              | Data            | Canção              | Ref.    |
| ---------------- | --------------- | ------------------- | ------- |
| Inkigayo         |                 |                     |         |
| 2021             | 23 de maio      | "Hot Sauce"         | [ 97 ]  |
| M Countdown      |                 |                     |         |
| 2021             | 20 de maio      | "Hot Sauce"         | [ 98 ]  |
| 2021             | 27 de maio      | "Hot Sauce"         | [ 99 ]  |
| 2021             | 3 de junho      | "Hot Sauce"         | [ 100 ] |
| Music Bank       |                 |                     |         |
| 2020             | 8 de maio       | "Ridin'"            | [ 101 ] |
| 2021             | 21 de maio      | "Hot Sauce"         | [ 102 ] |
| 2021             | 28 de maio      | "Hot Sauce"         | [ 103 ] |
| Show Champion    |                 |                     |         |
| 2021             | 19 de maio      | "Hot Sauce"         | [ 104 ] |
| Show! Music Core |                 |                     |         |
| 2021             | 22 de maio      | "Hot Sauce"         | [ 105 ] |
| The Show         |                 |                     |         |
| 2017             | 14 de fevereiro | "My First and Last" |         |
| 2017             | 21 de fevereiro | "My First and Last" |         |
| 2017             | 28 de fevereiro | "My First and Last" |         |
| 2019             | 6 de agosto     | "Boom"              | [ 106 ] |
| 2019             | 20 de agosto    | "Boom"              | [ 107 ] |